# Reẕvānshahr (kommunhuvudort i Iran)
Reẕvānshahr (persiska: رضوانده, Reẕvāndeh, رضوانشهر) är en kommunhuvudort i Iran.   Den ligger i provinsen Gilan, i den nordvästra delen av landet, 290 km nordväst om huvudstaden Teheran. Reẕvānshahr ligger 15 meter över havet och antalet invånare är 12 355.
Terrängen runt Reẕvānshahr är platt åt nordost, men åt sydväst är den kuperad.Runt Reẕvānshahr är det ganska tätbefolkat, med 129 invånare per kvadratkilometer. Reẕvānshahr är det största samhället i trakten. Trakten runt Reẕvānshahr består till största delen av jordbruksmark.